# Witchery
A Witchery svéd metalegyüttes. Thrash, speed, black és death metalt játszanak. 1997-ben alakultak meg Linköpingben. Az együttes a Satanic Slaughter feloszlása után alakult meg, ugyanis annak a zenekarnak a tagjai alapították meg a Witchery együttest.

## Tagok
Jelenlegi tagok
- Patrik Jensen – gitár (1997–)
- Richard Rimfalt – gitár (1997–)
- Sharlee D'Angelo – basszusgitár (1997–)
- Angus Norder – éneklés (2016–)
- Chris Barkensjö – dobok (2016–)

Korábbi tagok
- Tony Kampner (Toxine) – éneklés (1997–2010)
- Mique – dobok (1997–1999)
- Martin Axenrot – dobok (1999–2016)
- Erik Hagstedt (Legion) – éneklés (2010–2011)
- Emperor Magus Caligula – éneklés (2011–2016)

## Diszkográfia
Stúdióalbumok
- Restless and Dead (1998)
- Dead, Hot and Ready (1999)
- Symphony for the Devil (2001)
- Don't Fear the Reaper (2006)
- Witchkrieg (2010)
- In His Infernal Majesty's Service (2016)
- I Am Legion (2017)

Egyéb kiadványok
- Witchburner (középlemez, 1999)